# Oegopsina
Oegopsina ou Oegopsida é uma subordem da classe Cephalopoda, do filo dos moluscos. Em Português de Portugal dão-se pelo nome comum potas.

## Famílias
Lista de famílias.[carece de fontes?]
- Família Ancistrocheiridae
- Família Architeuthidae
- Família Bathyteuthidae
- Família Batoteuthidae
- Família Brachioteuthidae
- Família Chiroteuthidae
- Família Chtenopterygidae
- Família Cranchiidae
- Família Cycloteuthidae
- Família Enoploteuthidae
- Família Gonatidae
- Família Histioteuthidae
- Família Joubiniteuthidae
- Família Lepidoteuthidae
- Família Lycoteuthidae
- Família Magnapinnidae
- Família Mastigoteuthidae
- Família Neoteuthidae
- Família Octopoteuthidae
- Família Ommastrephidae
- Família Onychoteuthidae
- Família Pholidoteuthidae
- Família Promachoteuthidae
- Família Psychroteuthidae
- Família Pyroteuthidae
- Família Thysanoteuthidae
- Família Walvisteuthidae
  - Parateuthis tunicata (incertae sedis)
  - Psychroteuthis glacialis